# Флайераларм-Арена
«Флайераларм-Арена» (нем. Flyeralarm Arena) — футбольный стадион, расположенный в городе Вюрцбург (федеральная земля Бавария, Германия). С момента открытия в 1967 году является домашним полем для местного клуба «Вюрцбургер Киккерс» и вмещает 13 090 зрителей.

## О стадионе
Арена была построена и торжественно открыта в 1967 году, свое нынешнее наименование носит с 2013 года по спонсорским соображениям. Архитектором стадиона выступил Юпп Шунк. Финансирование возведения спортивного объекта осуществлялось при помощи грантов от федерального правительства ФРГ, средств из земельного бюджета Баварии, а также из прямых пожертвований членов клуба. 
После создания главной трибуны, вмещающей 4000 зрителей, стадион был официально открыт 15 августа 1967 года товарищеским матчем против «Кайзерслаутерна».
Строительные работы на арене частично продолжались еще на протяжении нескольких лет, поэтому последние стоячие трибуны были окончательно установлены лишь в 1975 году. С 9 марта 2013 года поле официально носит название Flyeralarm Arena ввиду спонсорского соглашения. 
В 2016 году на стадионе прошла новая реконструкция, связанная с выходом «Вюрцбургер Киккерс» во Вторую Бундеслигу и обошедшаяся руководству коллектива приблизительно в 2 миллиона евро.

## Чемпионат мира 2006 года
Во время проведения чемпионата мира по футболу 2006 года стадион использовался в качестве тренировочной базы сборной Ганы. Для этого на арене был специально уложен новый газон. Товарищеский матч между Ганой и «Штутгартом», прошедший на арене, собрал 6000 зрителей.

## Иные мероприятия
23 июня 2013 года стадион принял благотворительную товарищескую встречу между любительскими футбольными командами, состоящими из звезд немецкого спорта, в частности — Дирка Новицки и Мануэля Нойера. Игра прошла в рамках общенациональной инициативы организации «LitCam». Матч посетили 10 800 зрителей, игра также транслировалась в прямом эфире по платному кабельному телевидению.